# Sverris saga
Die Sverris saga ist die Hauptquelle zur Vita des hochmittelalterlichen norwegischen König Sverre Sigurðarson. Autor der Saga ist nach der Flateyjarbók der isländische Abt des Klosters Thingeyrar Karl Jónsson. Als Zeitraum der Abfassung werden die Jahre zwischen 1185 und 1188 gesehen, als sich Jónsson in Norwegen bei Sverre aufhielt und somit dieser als ein Hauptzuträger des Stoffs gilt. Geschildert wird der Aufstieg Sverres und die damit verbundenen Machtkämpfe- und Kriege, bis er zur Herrschaft gelang, bis zu seinem Tod 1202.
Offenbar wurde die Saga nicht lange nach Sverres Tod 1202 von Karl Jónsson oder einem seiner Mitbrüder vollendet. Denn Snorri Sturluson schließt seine um 1230 verfasste Heimskringla gerade dort, wo die Sverris Saga beginnt. Offenbar war ihm die Saga also bereits bekannt.
Der erste Teil der Saga erhielt seinen Namen Grýla „Hexe“ deshalb, weil der als übernatürlich empfundene Aufstieg Sverres geschildert wird. Er umfasst nur die ersten beiden Kriegsjahre und reicht allenfalls knapp über Erling Skakkes Tod 1179 hinaus. Dem Prolog zufolge hat Sverre selbst darüber bestimmt, was in die Grýla aufgenommen werden sollte. 
Der zweite Teil der Saga ist weit weniger von Propaganda geprägt als der erste Teil und baut offenbar auf Zeugenberichten aus dem Gefolge Sverres auf. Freilich ist die Grenze zwischen beiden Teilen umstritten. Der oder die Verfasser des zweiten Teils identifizierten sich ebenfalls mit der Sache Sverres und berichteten nicht unbefangen. Da aber auch Quellen der Gegenpartei überliefert sind (englische Geschichtsschreiber und Saxo Grammaticus), ist Sverre derjenige König des norwegischen Mittelalters, von dem man das genaueste Bild hat.

## Der Brunnenfund
Die Entdeckung eines Skeletts im aufgelassenen Burgbrunnen liefert Belege für Ereignisse, die in der Sverris saga erwähnt werden. Wissenschaftler stellten die Glaubwürdigkeit der Chronik als historisches Dokument in Frage. Doch zumindest ein Teil der Saga scheint bis ins Detail zu stimmen. 1197 wurden König Sverre Sigurdsson und seine Birkebeiner-Söldner in der Sverresborg von seinen Rivalen, den Baglern besiegt. Der Saga zufolge zerstörten die Bagler die Wasserversorgung der Burg, indem sie einen der toten Männer von König Sverre in den Brunnen warfen und den Brunnen mit Steinen füllten. Bei einer Grabung fanden die Archäologen im Brunnen einen Hinweis, der die dramatische Geschichte zu bestätigen scheint. Es gelang 2014, einen Teil des Skeletts zu bergen. Ein Knochenfragment lieferte eine Radiokarbondatierung, die bestätigte, dass die Person am Ende des 12. Jahrhunderts starb, also zur Zeit des in der Saga beschriebene Vorfalls. Es gibt kein zweites Beispiel für die Entdeckung eines Individuums, das historisch mit einer Kriegshandlung im 12. Jahrhundert in Zusammenhang steht. Genetische Untersuchungen von im Schädel gefundenen Material zeigten im Jahr 2024, dass der Tote eher ein Bagler als ein Birkebeiner gewesen zu sein scheint, was der bisherigen Interpretation der Saga teilweise widerspricht.